# El Frasno
El Frasno ist eine Gemeinde in der Provinz Zaragoza, Aragonien, Spanien. Die Gemeinde liegt auf 682 m ü. d. M. und hat eine Fläche von 49 km² mit 361 Einwohner (Stand: 2024).

## Geografie
Der Ort liegt in der Gebirgskette Sierra de Vicort in der Nähe der Landstraße Carretera Nacional N-II. Der Bergpass Puerto del Frasno ist nach ihr benannt.